# Лили-Дейл
Лили-Дейл (англ. Lily Dale) — посёлок (англ. hamlet), расположенный в американском штате Нью-Йорк в составе города Помфрет. Население — 275 человек.  Известен как крупнейший в мире центр спиритуалистического движения.

## История
Город был основан в 1879 году сестрами Фокс — известными деятельницами американского спиритуализма XIX века. Под возведение города женщины вместе со своими единомышленниками выкупили 20 акров земли рядом с озером Кассадага, изначально дав этому месту название «Поселение вольнодумцев озера Кассадага», а в 1903 году данное место назвали «Городом огней». В 1906 году текущее название Лили-Дейл было утверждено официально.

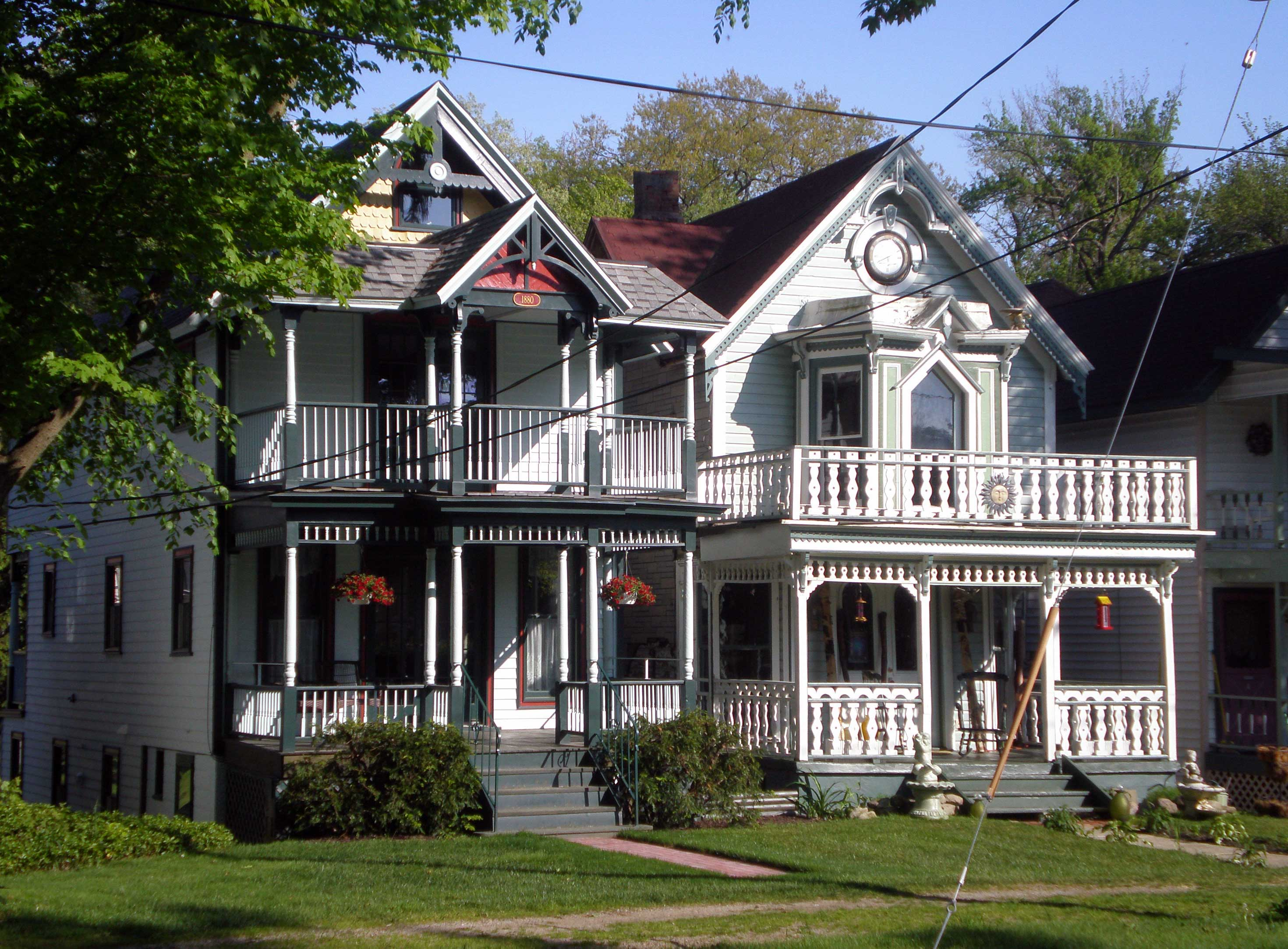
Доминирующий архитектурный стиль в Лили-Дейле восходит к 1800-м годам

В 2022 году большая часть территории городка была включена в Национальный реестр исторических мест США.

## Инфраструктура

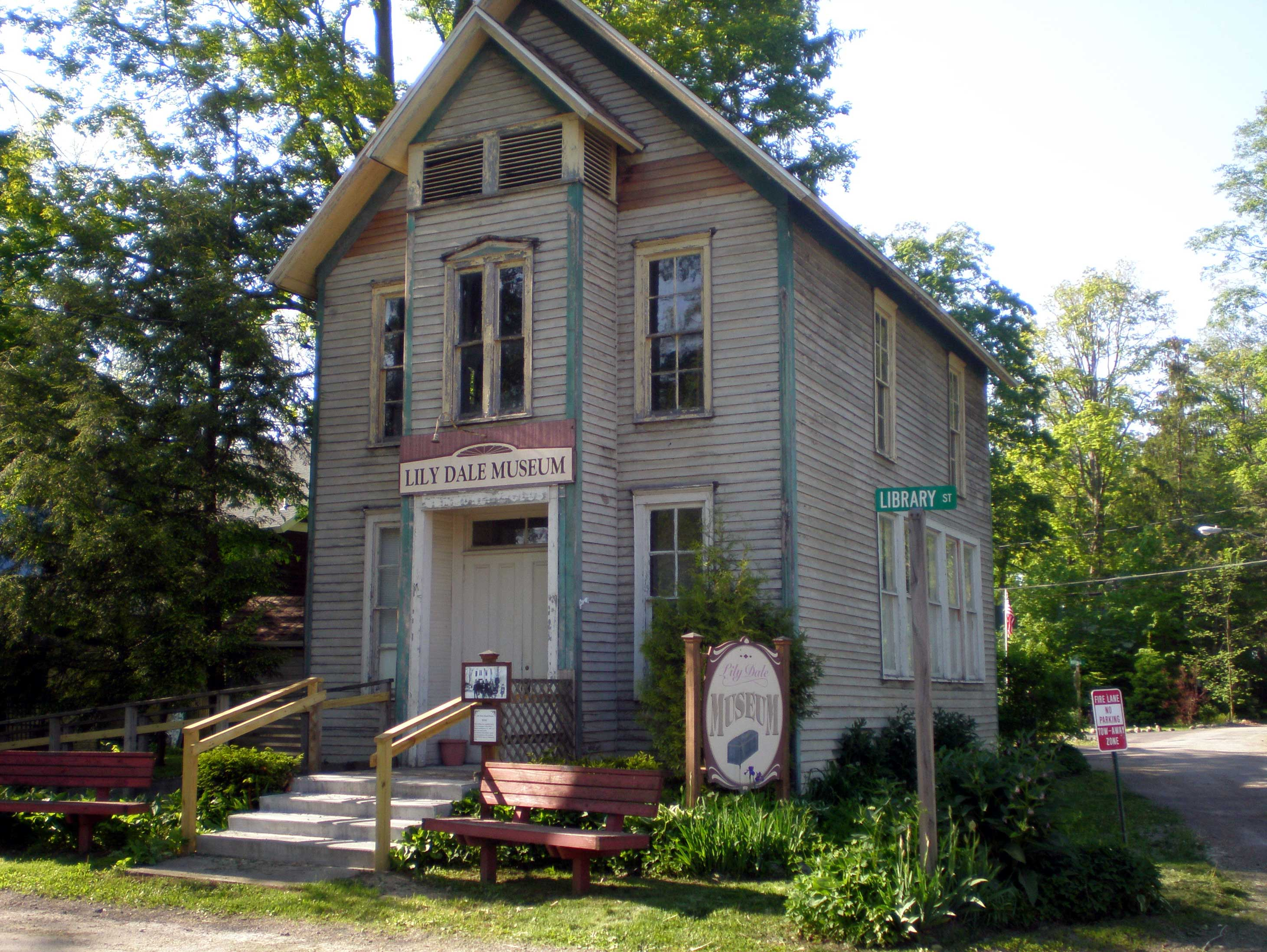
Городской музей Лили-Дейла расположен в отреставрированном здании бывшей школы. Все его экспонаты посвящены истории спиритуализма

В городе имеются библиотека имени Мэрион Скидмор, небольшой музей, а также собственная добровольческая пожарная служба. Городской музей Лили-Дейла располагается в отреставрированном здании бывшей школы.

## Спиритуализм в городе

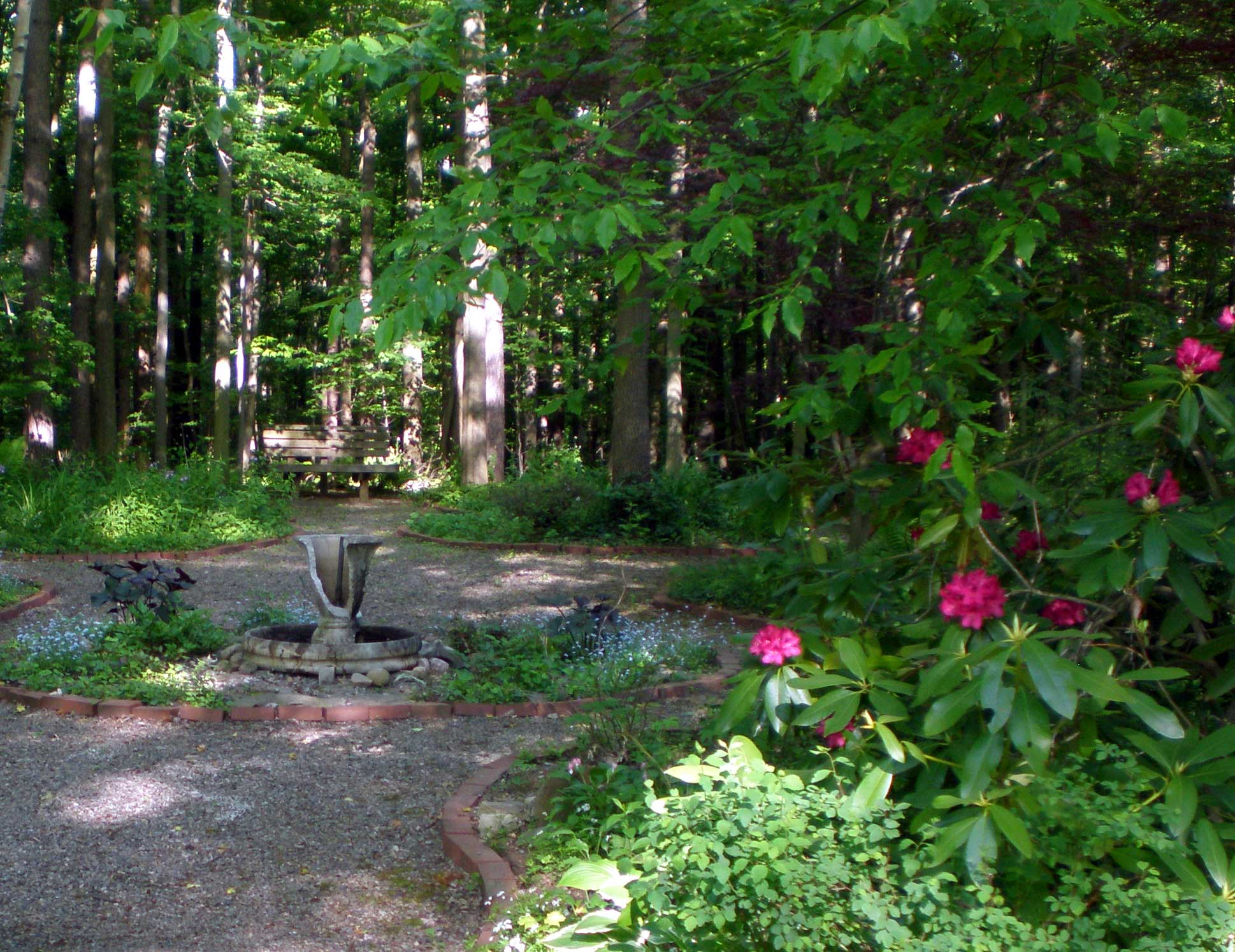
На этом месте ранее находился коттедж сестер Фокс, сгоревший в 1955 году

Со временем Лили-Дейл стал крупнейшим в мире центром спиритуалистического движения. В 1915 году в город был перевезен коттедж, ранее принадлежавший основательницам Лили-Дейла сестрам Фокс. В 1955 году коттедж сгорел в результате сильного пожара. В настоящее время в Лили-Дейле располагается официальная штаб-квартира Национальной спиритуалистической ассоциации церквей (NSAC), основанной в 1893 году.  Первым президентом этой организации стал житель города Харрисон Д. Барретт.  Ныне в городе проживает ряд известных экстрасенсов и спиритуалистов, среди которых, в частности, Лиза Уильямс и Мишель Уайтдоув.

### Ассамблея спиритуалистов
Ежегодно в Лили-Дейле проводится Ассамблея спиритуалистов, в рамках которой организуются семинары по различным темам, включая медиумизм, спиритические исследования и паранормальные явления. Со своими выступлениями в рамках Ассамблеи в город приезжали многие известные ораторы, в том числе Дипак Чопра, Уэйн Дайер и Джон Эдвард.

## В массовой культуре
В сериале Сверхъестественное, одна из серий седьмого сезона происходит в городе Лили-Дейл. 
Лили-Дейл является местом действия в серии молодежных романов о паранормальных явлениях, написанной американской писательницей Венди Корси Стауб, выросшей в нескольких милях от Лили-Дейла. На сегодняшний день серия включает в себя четыре книги, изданные издательством «Walker Books», а именно: «Лили-Дейл: Пробуждение», «Лили-Дейл: Вера», «Лили-Дейл: Соединение» и «Лили-Дейл: Открытие». Стауб также написала триллер для взрослых «В мгновение ока», действие которого разворачивается в Лили-Дейле. Книга была впервые опубликована издательством «Kensington Books» в 2002 году. 
В 2011 году в эфире телеканала HBO был показан документальный фильм режиссера Стивена Кантора о городе, получивший название «Никто не умирает в Лили-Дейл».